# John Black (Politiker)

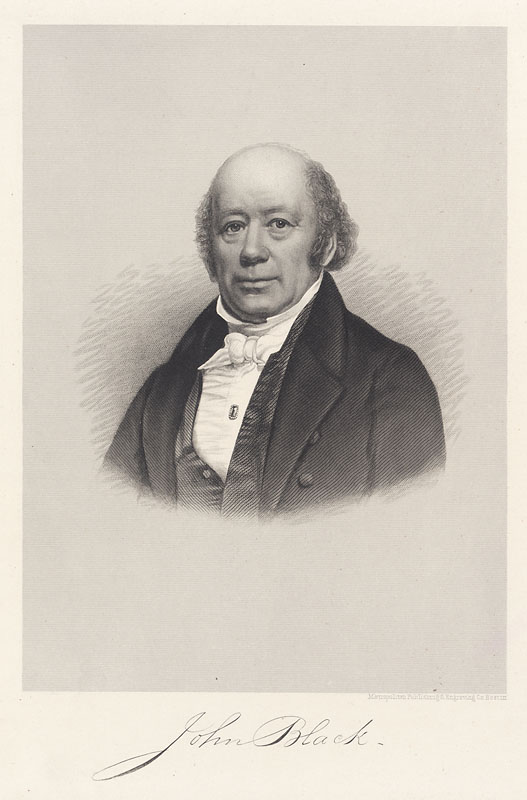
John Black

John Black (* 11. August 1800 in Virginia; † 29. August 1854 in Winchester, Virginia) war ein US-amerikanischer Jurist und Politiker, der den Bundesstaat Mississippi im US-Senat vertrat.
Black wurde in Virginia geboren und war in Massachusetts als Lehrer tätig. Später studierte er die Rechtswissenschaften und begann nach einem Umzug nach Louisiana dort als Jurist zu arbeiten. Schließlich ließ er sich in Mississippi nieder und wurde dort 1826 zum Richter für den vierten Gerichtskreis gewählt; in der Folge nahm er einen Platz am Obersten Gerichtshof des Staates ein.
Ursprünglich dem Jackson-Flügel der Democratic Republicans angehörend, wurde Black 1832 von Mississippis Gouverneur Charles Lynch zum US-Senator ernannt. Am 12. November dieses Jahres trat er sein Mandat in Washington als Nachfolger des zurückgetretenen Powhatan Ellis an. Nach dem Ablauf von dessen Amtsperiode trat Black, zwischenzeitlich zur National Republican Party übergewechselt, zur Wiederwahl an und entschied diese für sich. In der Folge trat er den Whigs bei und hatte im Senat zeitweise den Vorsitz im Committee on Private Lands inne. Am 22. Januar 1838 legte Black dann sein Mandat nieder.
Nach dem Ende seiner politischen Laufbahn war John Black als Jurist in Winchester tätig, wo er 1854 starb.